# أنا (جزيرة)

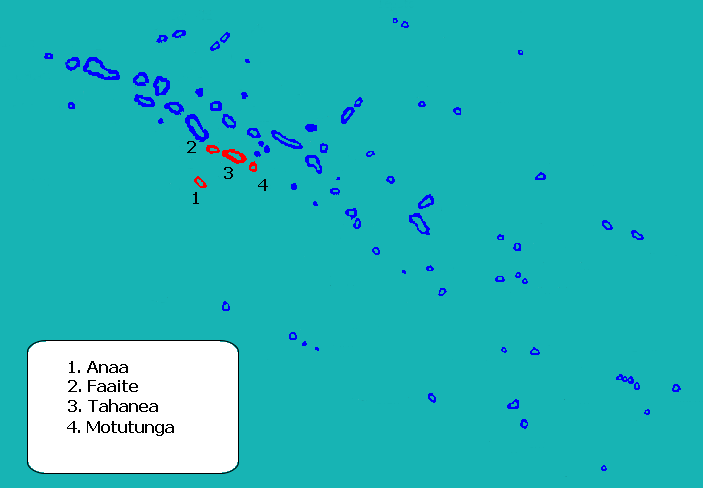
موقع أنا في تواموتس.

أنا (بالإنجليزية: Anaa)‏ هي جزيرة مرجانية تقع في أرخبيل تواموتس التابعة لبولينيزيا الفرنسية.

## الموقع
تقع الجزيرة في شمال غرب الارخبيل على بعد 350 كيلومترا إلى الشرق من تاهيتي. الجزيرة بيضاوية الشكل، يبلغ طولها 29.5 كم و 6.5 كم واسع، يبلغ مجموع مساحتها 38 كيلومترا مربعا.
تتكون الجزيرة من مجموع أحد عشر جزر صغيرة جرداء مع أعمق وأكثر خصوبة التربة من الجزر المرجانية الأخرى في تواموتس. البحيرة ضحلة وتشتمل على مدخل وتتكون من ثلاثة أحواض رئيسية.على الرغم من أنه ليس لديها أي مدخل للملاحة، والمياه في البحيرة تجدد عبر قنوات صغيرة عديدة يمكن عبورها سيرا على الأقدام.

## وصلات خارجية
- قائمة الجزر المرجانية في تواموتس

‌